# Корешков, Павел Максимович
Павел Максимович Корешков (род. 16 марта 2000, Люберцы, Московская область) — российский хоккеист, нападающий.

## Биография
Занимался в московских хоккейных школах «Спартак» (2009—2013), ЦСКА (2014—2017). В 2016 году провёл шесть матчей за команду МХЛ «Красная армия». Сезон 2017/18 провёл в команде NAHL «Корпус-Кристи АйсРейс». Сезоны 2018/19 — 2019/20 отыграл в «Красной армии», в сезоне 2020/21 не выступал. В сезоне 2021/22 играл за команды ВХЛ ЦСК ВВС Самара и «Ижсталь» Ижевск. Игрок клубов чемпионата Белоруссии «Динамо-Молодечно» (2022/23), «Могилёв» (c 2023/24).
Бронзовый призёр хоккейного турнира зимних юношеских Олимпийских игр 2016 года.